# Györffy György
Szigethi és nádudvari Györffy György (Szucság, 1917. augusztus 26. – Budapest, 2000. december 19.) Széchenyi-díjas történész, a Magyar Tudományos Akadémia rendes tagja, a történettudomány kandidátusa. A magyar középkor kutatásának egyik legjelentősebb alakja.

## Életpályája
Szigethi és nádudvari Györffy István néprajztudós és középlaki Papp Anna (1888–1979) gyermekeként született a kalotaszegi Szucságon. 1935-ben a zuglói Szent István Gimnáziumban érettségizett. 1935–1939 között a budapesti Pázmány Péter Tudományegyetemen folytatott tanulmányokat, a kor legkiválóbb történészeinek, Domanovszky Sándornak, Mályusz Elemérnek és a magyar őstörténetet kutató Németh Gyula turkológusnak a tanítványaként. 1940 júniusában doktorált magyar művelődéstörténet főtárgyból „Besenyők és magyarok” című disszertációjával. A második világháború kitörése egy baltikumi, finnországi és lappföldi tanulmányút végén érte, és Stockholmból csak 1939 októberében tudott hazatérni. 1940 szeptemberétől 1941-1942 fordulójáig az Egyetemi Könyvtárban dolgozott mint gyakornok. 1942 elejétől a Teleki Pál Tudományos Intézet Történettudományi Intézetének gyakornoka, majd tanára lett. 
1945-től 1949-ig a Néptudományi Intézet igazgatója volt. 1951 végén Debrecenben ajánlottak fel neki katedrát, de amikor kiderült, hogy éppen a súlyos politikai támadásokkal háborgatott, kiváló Szabó István helyett lehetne tanszékvezető, nem élt a lehetőséggel.
A Magyar Tudományos Akadémia Történettudományi Intézetének tudományos munkatársa lett, majd főmunkatársa, végül tanácsadójaként 1988-ban ment nyugdíjba.
Hetvenéves korában, 1987-ben sajátította el a számítógépes technikát, hogy szaporábban haladhasson a szerkesztéssel. Számítógépén Pozsony város adatainak feldolgozásáig jutott el, de a terjedelmes szövegrész befejezetlenül, csonkán maradt.

## Munkássága
Györffy György munkái a magyar őstörténettel, a honfoglalás időszakával, az Árpád-korral, régi személy- és helyneveinkkel, összehasonlító keletkutatással, forrásismerettel és -olvasással, történeti topográfiával foglalkoznak.
Különösen közel állt hozzá a nyelvtudomány. Tagja volt a Magyar Nyelvtudományi Társaságnak, nemcsak buzgó olvasója, hanem munkatársa is volt a Társaság folyóiratának, a Magyar Nyelvnek. 1957-ben Györffy György elsőnek e folyóirat hasábjain számolt be az 1950 őszén megkezdett és 1956 elején a megírás stádiumába jutott nagy vállalkozása, „Az Árpád-kori Magyarország történeti földrajza” munkálatairól. „A tihanyi alapítólevél földrajzinév-azonosításához” címmel írt dolgozatot.
Árpád-kori történeti földrajzába bedolgozta a teljes általa ismert földrajzinév-anyagot, tehát a települések nevén kívül a tájak, határrészek, vízfolyások, hegyek, dombok, erdők stb. nevét, továbbá a személynévi anyag jelentős részét, betűhíven, de nagybetűvel kezdve, megadta a határjárásokban előforduló fák, tereptárgyak vulgáris néven való jelölését. Műve nyelvtörténeti szempontból is elsőrendű.

## Nyelvészetileg is fontos újabb műveinek válogatott jegyzéke
- Magyar falu – magyar ház; sajtó alá rend., bev. Győrffy György; Turul, Bp., 1943 (Turul könyvek)
- Krónikáink és a magyar őstörténet; Néptudományi Intézet, Bp., 1948
- Tanulmányok a magyar állam eredetéről. A nemzetségtől a vármegyéig, a törzstől az országig.  Bp., Akadémiai Kiadó, 1959
- Az Árpád-kori Magyarország történeti földrajza. I–IV. Bp., 1963–1998. (A betűrendben tárgyalt megyék között az utolsó: Pilis megye.)
- Napkelet felfedezése. Julianus, Plano Carpini és Rubruk útijelentései. (Válogatta, bevezetéssel és jegyzetekkel ellátta. A szövegeket megosztva fordította feleségével, Gy. Ruitz Izabellával.) Bp., Gondolat Kiadó, 1965. ISBN 963-15-3156-2
- A magyarok elődeiről és a honfoglalásról. Kortársak és krónikások híradásai. 2., bővített kiadás. Bp., 1975 (Szerkesztés, bevezetés, jegyzetek. A tárgymutatót Gy. Ruitz Izabella állította össze.), ISBN 9789633892725
- Julianus barát és Napkelet fölfedezése. Bp., 1986 (Válogatta, a bevezető tanulmányt és a jegyzeteket írta. A szöveget megosztva fordította Gy. Ruitz Izabellával.)
- Anonymus. Rejtély avagy történeti forrás? Válogatott tanulmányok. Bp., 1988, ISBN 9630548682
- A magyarság keleti elemei. Bp., 1990, ISBN 9789636626396
- Krónikáink és a magyar őstörténet. Régi kérdések – új válaszok. Bp., 1993
- Pest-Buda kialakulása. Budapest története a honfoglalástól az Árpád-kor végi székvárossá emelkedéséig. Bp., 1997
- István király és műve. 3., bővített, javított kiadás. Bp., 2000. (A tárgy- és névmutatót Gy. Ruitz Izabella állította össze.)
- A korona kilenc évszázada – Történelmi források a magyar koronáról, Európa könyvkiadó, 1979, ISBN 9632071980
- Diplomata Hungariae antiquissima; In aedibus Academiae Scientiarum Hungaricae Budapestini MCMXCII, 544 + 6 hasonmás-tábla, latin nyelvű kötet; az 1000 és 1131 közötti időszakból az akkori Magyarországra vonatkozóan reánk maradt 157 oklevélszöveget közli. Ezek sorát a Függelék 7 olyan szöveggel egészíti ki, amelyek magyarországi vonatkozása vitatható, noha a korábbi kutatás ilyenekként használta fel őket, továbbá 8 olyan oklevél regesztájával, amelyeket 1526 után hamisítottak.
- Chartae antiquissimae Hungariae ah anno 1001 usque ad annum 1196. Budapest 1994. Műbőr mappa 50 hasonmás-lappal (az első 50 db, eredetiben fennmaradt oklevél ff, mérethű hasonmása) + 95 lap szövegátírás (latin)
- Árpád-kori oklevelek; A kötet az első 50 eredetiben fennmaradt oklevél latin nyelvű átirata mellett a legfontosabb oklevelek teljes magyar fordítását, a többinek pedig tartalmi kivonatát közli, illetve tartalmazza Györffy György magyar nyelvű tanulmányát is.

## Elismerései
- 1952-ben a történettudomány kandidátusává nyilvánították,
- 1969-ben „A magyar várostörténet kezdetei és Budapest kialakulása” című disszertációjával elnyerte a történettudomány doktora fokozatot.
- 1988-ban Herder-díjat kapott,
- 1990-ben a Magyar Tudományos Akadémia levelező tagjául választotta,
- 1991-ben a Magyar Tudományos Akadémia rendes tagja lett,
- 1992-ben Széchenyi-díjjal jutalmazták példaértékű történészi munkássága elismeréseként.
- Életműve 1997-ben a Magyar Örökség része lett.[5]